# ‘En Limon
‘En Limon (hebreiska: ‘En Limor, עין לימור, עין לימון) är en källa i Israel.   Den ligger i distriktet Jerusalem, i den centrala delen av landet. ‘En Limon ligger 563 meter över havet.
Terrängen runt ‘En Limon är kuperad, och sluttar västerut. Runt ‘En Limon är det tätbefolkat, med 913 invånare per kvadratkilometer. Närmaste större samhälle är Jerusalem, 10,8 km öster om ‘En Limon. Omgivningarna runt ‘En Limon är i huvudsak ett öppet busklandskap.